# Museo vasco de Bayona
El Museo vasco y de historia de Bayona (en francés, Musée basque et de l'histoire de Bayonne, en vasco, Euskal Museoa) está situado en el 37 Quai des Corsaries de Bayona, Francia, en el departamento de los Pirineos Atlánticos. 
Es la más importante colección etnográfica del sur de Francia, incluyendo objetos de arte, en su mayoría coleccionados a principios del pasado siglo. Ha recibido el Premio Museo de Francia en 2003. 
Fue fundado en 1924, en el quai des Corsaires, en la maison Dagourette, palacete de fines del siglo XVI. Supone la mayor fuente de información sobre la cultura vasca en Francia y además registra los principales acontecimientos de la historia de Bayona, puerto marítimo y fluvial en donde confluyeron vascos, gascones y judíos. Dispone de una importante biblioteca, herramienta fundamental para el estudio de todos estos aspectos.
En fecha reciente, ha adquirido un llamativo retrato de la reina de España Mariana de Neoburgo, viuda de Carlos II, quien residió exiliada en Bayona durante tres décadas (1708-1738). Este cuadro fue pintado por Robert Gabriel Gence en 1715.

Aquel que entre aquí, está en su casa. ("Hemen sartzen dena bere etxean da").
Museo vasco de Bayona, inscripción en la entrada.